# ГАЕС Turlough Hill
ГАЕС Turlough Hill — гідроакумулювальна електростанція у Ірландії, в горах Wicklow південніше Дубліна.
Як нижній резервуар станції використовують природне озеро Lough Nahanagan, котре відноситься до сточища річки Avonmore (лівий витік річки Avoca, яка впадає до Ірландського моря). А на горі на захід від Lough Nahanagan штучно створили верхню водойму з площею поверхні 0,16 км2, глибиною 19,4 метра та об'ємом 2,3 млн м3, оточену кам'яно-накидною дамбою висотою 34 метра та довжиною 1445 метрів.
Верхній резервуар через напірний тунель довжиною 0,58 км з діаметром 4,8 метра сполучений із підземним машинним залом. Останній має розміри 82х23 метра при висоті 28 метрів та знаходиться на 15 метрів нижче від рівня озера Lough Nahanagan, з яким зал з'єднаний тунелем довжиною 0,11 км з діаметром 7,2 метра.
Основне обладнання станції становлять чотири оборотні турбіни типу Френсіс потужністю по 73 МВт у генераторному та 68,2 МВт у насосному режимах, які використовують напір у 286 метрів.
Зв'язок з енергосистемою відбувається по ЛЕП, розрахованій на роботу під напругою 220 кВ. Станція здатна видати електроенергію в мережу протягом 70 секунд після виникнення необхідності.
З 2004 року на базі ГАЕС діє центр управління ірландськими гідроелектростанціями.